# Royal E. House
Royal Earl House (9 settembre 1814 – 25 febbraio 1895) è stato un inventore statunitense, inventore della prima telescrivente, ancora oggi conservata nello Smithsonian Institution.
Suo nipote Henry Alonzo House è un noto inventore contemporaneo.
Royal Earl House ha passato la sua infanzia nel Vermont sperimentando, progettando, e costruendo, un'abitudine che lo avrebbe contraddistinto anche da adulto. Una volta catturò un rospo, lo scuoiò, gli inserì una serie di molle sotto la pelle e lo fece saltare. Intorno al 1840, si trasferì a Buffalo per vivere con i suoi parenti ed entrare nella scuola di giurisprudenza della città. In quell'epoca lesse un trattato sull'elettricità che lo ispirò a tal punto da rinunciare agli studi di legge, portando il suo interesse nello studio della scienza elettrica. Royal Earl House era anche interessato a meccanica, chimica e magnetismo. 
Nel 1846 venne attivato il servizio telegrafico Morse tra Washington e New York. Royal Earl House brevettò la sua telescrivente nello stesso anno. Egli collegò con un filo due tastiere simili a quella di un pianoforte con 28 tasti. Ciascun tasto del piano rappresentava una lettera dell'alfabeto che, quando veniva premuto, produceva la stampa della lettera corrispondente dall'apparecchio  ricevitore. Il tasto "shift", quello per rendere le lettere maiuscole, permetteva di avere due valori per ogni tasto. Era presente una ruota scrivente da 56 caratteri dal lato del trasmettitore sincronizzata con una ruota simile dal lato  del ricevitore. Se veniva premuto un tasto corrispondente ad un particolare carattere nella stazione trasmittente, questo provocava lo spostamento della testina di stampa sullo stesso carattere nella stazione ricevente, in maniera simile a quello che avviene in una stampante a margherita. Era così un esempio di trasmissione di dati in sincrono. L'equipaggiamento di House poteva trasmettere circa 40 parole subito leggibili al minuto, ma questo sistema era difficile da produrre in massa. La stampante poteva copiare e stampare oltre 2.000 parole all'ora. Il funzionamento di questa invenzione fu presentato al Mechanics Institute a New York nel 1844.
Nel 1886 e 1887, quando la compagnia telegrafica di Royal E. House stava producendo telescriventi, la compagnia del telegrafo Morse provò a promuovere una causa giudiziaria perché sosteneva che la compagnia di House infrangesse i brevetti di Morse. Morse rivendicava il diritto esclusivo di trasmettere informazioni per via elettrica utilizzando il codice Morse. La corte si pronunciò a favore di House, dichiarando che la sua compagnia non infrangeva i brevetti di Morse, in quanto il sistema messaggistico di House stampava il messaggio su una striscia di carta senza usare il codice Morse.
Più tardi l'associazione di House e quella di Morse si unirono per formare la Grande Compagnia Telegrafica dell'Ovest.